# Гнетови
Гнетови (Gnetopsida) е единственият клас в отдел Gnetophyta. Включва три съществуващи днес рода голосеменни растения, парафилетична група в надотдел Семенни. Те се различават от останалите голосеменни растения по наличието на дървесни съдове, както при покритосеменните.
Въз основа на морфологичните сходства се е предполагало, че гнетовите са групата растения, най-близка до покритосеменните, но молекулярните данни показват по-близка връзка с голосеменните.
Gnetophyta се разделят на три разреда, всеки от които съдържа само по един род:
- Gnetales – повечето са дървовидни пълзящи растения в тропическите гори, но най-известният вид, Gnetum gnemon, е дърво;
- Welwitschiales – включва само един вид, велвичия (Welwitschia mirabilis), срещащ се в пустините на Намибия;
- Ephedrales – наподобяват иглолистни дървета, заради дългите си клони с малки, подобни на люспи, листа.